# Diversidad sexual en Gambia
Las personas del colectivo LGBT+ en Gambia se enfrentan a ciertos desafíos legales y sociales no experimentados por otros residentes. La criminalización de las relaciones sexuales consensuales entre personas del mismo sexo se mantuvo en las reformas del código penal en 2014, por otra parte, la diversidad sexual aún es un tema tabú en la sociedad gambiana, la cual es mayormente conservadora, por lo tanto, aún persiste la violencia, la discriminación y la persecución de las personas LGBT+ en el país.[cita requerida]

## Situación legal
La homosexualidad es castigada en Gambia con penas que pueden llegar hasta la cadena perpetua, aprobada en una nueva ley discriminatoria impulsada por el entonces presidente Yahya Jammeh en 2014. La homosexualidad ya estaba castigada con una sanción prevista en el artículo 144 del Código Penal de 1965 en el que se describe como culpables de "delitos antinaturales" a cualquier persona que "(a) tenga relación carnal con otra persona en contra del orden natural; o (b) tenga relación carnal con un animal; o (c) permita a un hombre tener relación carnal con él o ella en contra del orden natural". De esta manera, la ley equipara la homosexualidad con la zoofilia.

## Episodios de homofobia

### Declaraciones presidenciales
En mayo de 2009, el presidente Yahya Jammeh, declaró, durante un mitin en Banjul, que su gobierno "no perdona" las conductas homosexuales en el país y criticó a aquellos países que la permiten afirmando que "no tendrán paz en el futuro". 
El mandatario también instó a sus compatriotas a no aceptar el dinero que los homosexuales extranjeros pudieran ofrecer.
Un año antes, en mayo de 2008, Jammeh ya había dado un últimatum para que todos los homosexuales dejarán el país. En esa ocasión, advirtió que Gambia endurecería su legislación contra la homosexualidad, que ésta sería aún más estricta que la de Irán y que se les "cortaría la cabeza" a gays y lesbianas.

### Detención de ciudadanos españoles
En junio de 2008, dos ciudadanos españoles fueron detenidos en la ciudad de Kotu bajo la acusación de haber propuesto relaciones homosexuales a dos taxistas.  Los dos hombres, de 56 y 54 años y oriundos de Cataluña, fueron finalmente liberados gracias a la intermediación del Ministerio de Asuntos Exteriores de España y de la embajada española en Dakar, capital de Senegal.